# Historia de Tanzania

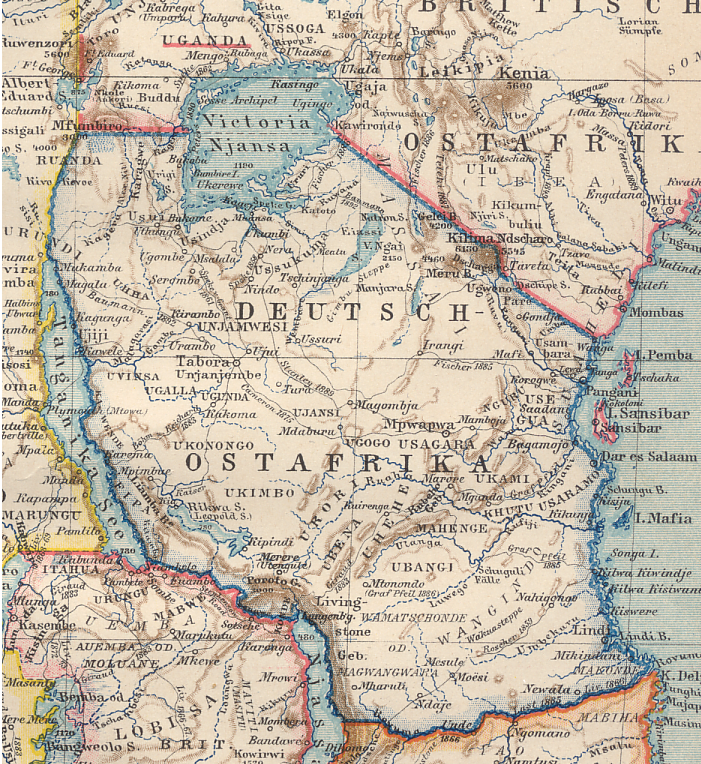
Mapa del África Oriental Alemana, del año 1894.

Lo que hoy es Tanzania fue una colonia alemana conocida como África Oriental Alemana desde alrededor de 1880 hasta 1919. Estuvo bajo control del Reino Unido entre 1919 y 1961. Poco después de la independencia, Tanganica y Zanzíbar se unieron para formar Tanzania el 26 de abril de 1964. El unipartidismo acabó en 1995, año en que se celebraron las primeras elecciones democráticas en el país desde la década de 1970.

## Historia
La famosa Garganta de Olduvai, en el norte de República de Tanganica|Tanganica ha aportado interesantes pruebas sobre la prehistoria en la zona, incluyendo restos fósiles de algunos de los ancestros más tempranos de la Humanidad. Los descubrimientos sugieren que el África Oriental podría haber sido el lugar en el que apareció el ser humano. 
Se sabe poco de la historia de la Tanganica interior durante los siglos pasados. Se cree que la zona fue habitada por grupos étnicos que hablaban lenguas con sonidos similares a las de los bosquimanos y los hotentotes del sur de África. Aunque todavía quedan restos de esas primeras tribus, la mayor parte fueron desplazados por agricultores bantúes que migraron hacia el oeste y el sur y por nilotas y otros pueblos relacionados del norte. Algunos de estos grupos formaron sociedades bien organizadas y controlaban extensas áreas hasta el momento en el que los mercaderes árabes, los exploradores europeos y los misioneros penetraron en el interior en la primera mitad del siglo XIX. 
La zona costera fue la primera en sentir el impacto de la influencia exterior, al comienzo de nuestra era. Rhapta, el mercado más meridional de Azania, era conocido por los mercaderes del periodo del imperio romano.
Después, los mercaderes árabes establecieron puestos comerciales en la costa. Quizá ya en el siglo VIII. En el siglo XII, los mercaderes y los inmigrantes llegaron tan lejos como desde Persia (actual Irán) y la India. Los nativos construyeron unas series de ciudades y estados comerciales a lo largo de la costa, siendo la más importante de ellas Kibaha, un asentamiento que existió hasta que los portugueses lo destruyeron a principios del siglo XVI. 
El navegante portugués Vasco da Gama exploró la costa del África Oriental en 1498, durante su viaje a la India. En 1506, los portugueses reivindicaron el control de toda la costa. Este control, sin embargo, fue nominal ya que ni colonizaron el área ni exploraron su interior. Ayudados por los árabes omaníes, los moradores indígenas de la costa tuvieron éxito en mantener a los portugueses fuera de la zona al norte del río Ruvuma. El sultán omaní Sultan Seyyid Said (l804-56) trasladó su capital a Zanzíbar en 1841 para reclamar el territorio costero. 
Las regiones del interior eran todavía muy desconocidas para los europeos. Una parte de la región de los Grandes Lagos, al oeste del lago Victoria consistía en muchos pequeños reinos entre los que destacaban Karagwe y Buzinza, que fueron dominados por sus vecinos más poderosos Ruanda, Burundi y Buganda. La exploración europea del interior comenzó a mediados del siglo XIX. Dos misioneros alemanes llegaron al Kilimanjaro en la década de 1840. Los exploradores británicos Richard Burton y John Hanning Speke cruzaron el lago Tanganica en 1857. David Livingstone, el explorador y misionero escocés, que luchó contra el tráfico de esclavos, estableció su última misión en Ujiji, donde Henry Morton Stanley, un explorador y periodista estadounidense enviado por el New York Herald consiguió encontrarlo.

## Colonialismo

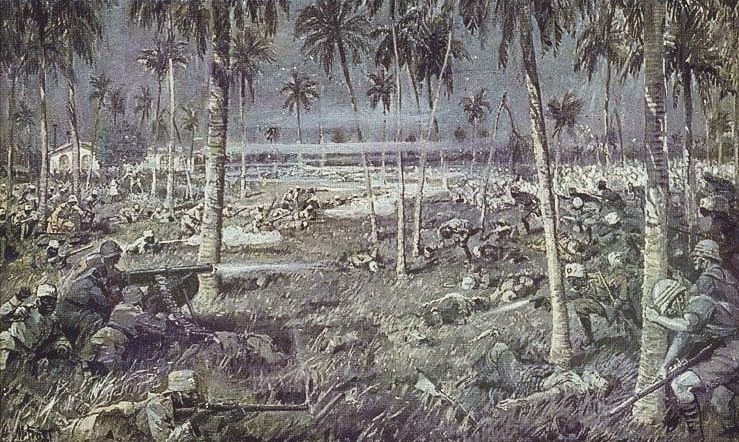
Cuadro que ilustra la Batalla de Tanga, con Alemanes a la izquierda y Británicos a la derecha.

En 1884 se plantearon los intereses coloniales alemanes. Karl Peters, que formó la Sociedad para la Colonización Alemana, firmó una serie de tratados con los jefes tribales del interior, por los que estos aceptaban la "protección" de Alemania. El gobierno del canciller Otto von Bismarck apoyó a Peters en el establecimiento de la Compañía Alemana del África Oriental. 
En 1886 y 1890, Gran Bretaña y Alemania firmaron unos acuerdos que delinearon las esferas de influencia británica y alemana en el interior del África Oriental y a lo largo de la franja costera previamente reclamada por el Sultanato de Zanzíbar. En 1891, el Gobierno alemán tomó la administración directa del territorio de la Compañía Alemana del África Oriental y nombró un gobernador con sede en Dar es Salaam. 
A pesar de que la administración colonial alemana llevó a Tanganica, nuevos cultivos, ferrocarriles y carreteras, el gobierno de los europeos provocó la resistencia africana. 
Entre 1891 y 1894, los Hehe (dirigidos por el jefe Mkwawa) se resistieron a la expansión alemana, pero fueron finalmente derrotados. Tras un periodo de guerra de guerrillas, Mkwawa acabó suicidándose en 1898. La resistencia culminó con la rebelión Maji Maji de 1905–1907. La revuelta, que unió temporalmente a varias tribus meridionales y que solo acabó después de que unos 120.000 africanos murieran en el conflicto o por el hambre, es considerada por la mayoría de los tanzanos como el primer fenómeno de nacionalismo, aunque muchos historiadores discrepan de esta conclusión. Según los investigadores, las hostilidades tradicionales desempeñaron un importante papel en la rebelión.
Durante la Primera Guerra Mundial, el intento británico de invasión fue abortado por el general alemán Paul von Lettow-Vorbeck en la batalla de Tanga.
El dominio colonial alemán sobre Tanganica concluyó tras la Primera Guerra Mundial, momento en el que la mayor parte del territorio pasó al Reino Unido bajo mandato de la Sociedad de Naciones. Además le correspondió la orilla occidental del lago Victoria, que con anterioridad había sido parte de las colonias alemanas de Ruanda y Burundi.
Tras la Segunda Guerra Mundial, Tanganica se convirtió en territorio en fideicomiso de Naciones Unidas bajo control británicos. En los años que siguieron, Tanganica fue avanzando hacia el autogobierno y la independencia.

## Descolonización
Después de que Tanganica se convirtiera en un territorio bajo mandato de las Naciones Unidas, Gran Bretaña hubo de abandonar su principio de "gradualismo". Cinco misiones de la ONU visitaron el país y la ONU recibió gran cantidad de peticiones entre 1948 y 1960. La Asociación Africana, luego Asociación Africana de Tanganica, aprovechó estos contactos para avanzar la causa de la independencia. A partir de 1954 esta tuvo su principal valedor en la "Tanganyika African National Union" (TANU), una organización fundada por Julius Nyerere en ese año como sucesora de la anterior. La TANU ganó las elecciones al Consejo Legislativo en 1958, 1959 y 1960, con Nyerere llegando a ser Ministro en Jefe, después de la elección de 1960, tras lo cual se aprobó una nueva constitución . El autogobierno empezó el 1 de mayo de 1961, seguido por la independencia el 9 de diciembre de 1961 y Tanganica se convirtió en miembro de la Commonwealth un año tras la independencia.

## Zanzíbar
Zanzíbar, un temprano centro comercial árabe-persa, cayó bajo control de los portugueses durante los siglos XVI y XVII, hasta que fue recuperado por los árabes omaníes a principios del siglo XVIII. El máximo auge del periodo árabe se alcanzó con Sultan Seyyid Said, que incentivó el desarrollo de las plantaciones de clavo, utilizando mano de obra esclava. 
Los árabes establecieron sus propias guarniciones en Zanzíbar, Pemba y Kilwa y desarrollaron un lucrativo comercio de esclavos y marfil. En 1840, Said había trasladado su capital desde Mascate a Zanzíbar y establecido una elite árabe dominante. El comercio en la isla comenzó a caer en manos de mercaderes del subcontinente indio, a los que Said animó a establecerse en la isla. 
Las especias de Zanzíbar atrajeron barcos de lugares tan lejanos como los Estados Unidos. Se estableció un consulado estadounidense en la isla en 1837. El interés inicial del Reino Unido en Zanzíbar estaba motivado tanto por el comercio como por la determinación para acabar con el tráfico de esclavos. En 1822, los británicos firmaron el primero de una serie de tratados con el sultán Said para dismuniuir este comercio, pero no fue hasta 1876 que se prohibió el tráfico de esclavos. 
El acuerdo angloalemán de 1890 convirtió a Zanzíbar y Pemba en protectorados británicos, mientras que Caprivi, en Namibia pasó a ser un protectorado alemán. El gobierno británico a través del Sultán resistió sin apenas cambios desde finales del siglo XIX hasta después de la Segunda Guerra Mundial. 
El 26 de abril de 1964, producto de la Revolución de Zanzíbar, Tanganica se unió con Zanzíbar para formar la República Unida de Tanganica y Zanzíbar, que cambió su nombre por el de República Unida de Tanzania el 29 de octubre de 1964.

## República Unida de Tanzania
Zanzíbar obtuvo su independencia del Reino Unido el 19 de diciembre de 1963, como monarquía constitucional bajo el sultán. El 12 de enero de 1964, la mayoría africana se rebeló contra el sultán dando lugar a un nuevo gobierno presidido por el líder del ASP, Abeid Karume, como Presidente de Zanzíbar y del Consejo Revolucionario. Bajo los términos de su unión política con Tanganica en abril de 1964, el Gobierno de Zanzíbar retenía considerable autonomía local.
Preocupado por acelerar la emancipación de los africanos del mundo occidental, Julius Nyerere se comprometió resueltamente con una política socialista. En febrero de 1967, en la Declaración de Arusha, definió los principios y doctrinas de la forma de socialismo africano que defendió para el país. Según el ideal de Nyerere, todo esto debe conducir a la creación de una sociedad igualitaria, justa y unida, que encuentre en sus propios recursos los medios de su autosuficiencia. La educación se convierte en la prioridad Las principales industrias y empresas de servicios se nacionalizan, se incrementan los impuestos para una mayor distribución de la riqueza y se suprime la discriminación racial. Es en la agricultura, el principal sector económico del país, donde los cambios son más significativos. Llamadas Ujamaas, las comunidades de las aldeas se organizan sobre la base de principios colectivistas.
En política exterior, Tanzania apoya a la guerrilla lumumbista en el Congo, la Organización para la Unidad Africana establece su sede en Dar es-Salam y varios movimientos revolucionarios tienen representación en el país (ANC, ZANU, SWAPO, MPLA y FRELIMO). Al mismo tiempo, las relaciones con los países occidentales se deterioraron; en 1965 Tanzania rompió las relaciones con el Reino Unido y expulsó a las tropas británicas del país en respuesta al apoyo de Londres a un régimen segregacionista en Rodesia, mientras que Alemania Occidental rompió sus propias relaciones con Tanzania tras la apertura de una embajada de Alemania Oriental en el país. Por otro lado, las fuerzas coloniales portuguesas bombardearon el sur del país para cortar las rutas de abastecimiento del FRELIMO mozambiqueño, apoyado por el gobierno de Julius Nyerere. 
Durante estos años, Tanzania recibió ayuda de China, aunque ella misma estaba en proceso de desarrollo. Con el apoyo de China, en 1975 se construyó la línea de ferrocarril TAZARA de Dar-es-Salaam a Zambia. También se basa en el modelo de los municipios chinos, donde se crean 800 aldeas colectivas que agrupan a poblaciones de diferentes orígenes étnicos y tribales y que son desplazadas por la fuerza en camiones. Se estima que 9 millones de personas fueron desplazadas. Esta política, a la vez que permite una cierta mezcla entre los diferentes grupos étnicos que componen la población tanzana, rompe brutalmente las referencias humanas y comunitarias de los individuos.  
A pesar de las dificultades económicas, el país está en paz y recibe a muchos refugiados de países vecinos en guerra o huyendo del régimen de Amin Dada en Uganda. Nyerere se niega a que la política de africanización de la administración favorezca únicamente a los tanzanos y permita el acceso de los extranjeros a los empleos públicos. Muchos también obtienen la nacionalidad tanzana, incluidos los refugiados blancos. En 1978 comienza la Guerra Uganda-Tanzania. El enfrentamiento se inició tras la invasión ugandesa del saliente de Kagera en mayo de 1978. Tanzania primero expulsó las fuerzas invasoras y luego invadió la propia Uganda. El 11 de abril de 1979 las fuerzas tanzanas junto con las guerrillas ugandesas y ruandesas tomaron la capital, Kampala, y forzaron al dictador Idi Amin a exiliarse y acabando así con la sangrienta dictadura.
Para formar un único partido gobernante en ambas zonas de la unión, Nyerere unió el TANU con el partido gobernante en Zanzíbar, el Partido Afro-Shirazi (Afro-Shirazi Party -ASP) de Zanzíbar, dando lugar al CCM (Chama cha Mapinduzi-CCM Partido Revolucionario), el 5 de febrero de 1977. La fusión fue reforzada por los principios enunciados en la Constitución de la Unión en 1982 y reafirmada en la Constitución de 1984.
En 1985 Ali Hassan Mwinyi es elegido presidente, luego de 21 años de gobierno de Julius Nyerere, dando continuidad al partido Chama Cha Mapinduzi. En octubre de 1995 Tanzania celebró sus primeras elecciones multipartidistas. El anterior partido en el poder, Chama Cha Mapinduzi (CCM), ganó holgadamente las elecciones y su candidato Benjamin Mkapa juró el cargo de presidente de la República Unida de Tanzania el 23 de noviembre de 1995. Gobernó por 10 años y 28 días.
En 1998 se perpetuó el atentado a la embajada de Estados Unidos en Dar es Salaam. Causando 11 muertos y 85 heridos. Estos ataques, cuyos autores estaban vinculados al grupo terrorista Al-Qaeda, llevaron a que Osama bin Laden, líder del grupo, fuera incluido en la lista de los diez fugitivos más buscados del FBI.

## SigloXXI
En el año 2004, un terremoto en el océano Ìndico provocó tsunamis a lo largo de la costa de Tanzania en los que murieron 10 personas. Un petrolero también encalló temporalmente en el puerto de Dar Es Salaam, dañando un oleoducto.
En 2005 Jakaya Kikwete es elegido presidente. Gobernó por 9 años y 319 días.
El 2015, después del mandato de diez años del presidente Jakaya Kikwete, John Magufuli ganó la elección presidencial. En octubre de 2020, el presidente Magufoli fue reelegido en una elección llena de fraude e irregularidades según la oposición. El partido Chama cha Mapinduzi (CCM), al que pertenece Magufoli, ha ocupado el poder desde la independencia en 1961. Es el partido gobernante con más años de servicio en África. Según Human Rights Watch, desde la elección del presidente John Magufuli en diciembre de 2015, Tanzania ha sido testigo de un marcado declive en el respeto por la libertad de expresión, asociación y reunión.
El 19 de marzo de 2021, el vicepresidente Samia Suluhu Hassan se convirtió en el nuevo presidente tras la repentina muerte del presidente John Magufuli. Fue la primera mujer presidenta de Tanzania.